# 亞納科查山 (切卡庫佩區)
13°58′37″S 70°54′05″W / 13.97694°S 70.90139°W
亞納科查山（Yanacocha），是秘魯的山峰，位於該國東南部庫斯科大區，由坎奇斯省的切卡庫佩區負責管轄，屬於韋爾卡努塔山脈的一部分，海拔高度5,025米。